# Egypt the Mysterious
Pour plus de détails, voir Fiche technique et Distribution.
Egypt the Mysterious est un documentaire américain sorti en 1912, réalisé par Sidney Olcott. Tourné en Égypte, au Caire et au pied des pyramides, durant l'hiver 1912.

## Fiche technique
- Réalisation : Sidney Olcott
- Production : Kalem
- Directeur de la photo : George K. Hollister
- Longueur : 311 mètres (1020 pieds)
- Date de sortie : New York, 15 mai 1912
- Distribution : General Film Company